# Bahnhof Böhla
Der Bahnhof Böhla war eine Eisenbahn-Betriebsstelle an der Bahnstrecke Berlin–Dresden in der Gemarkung der einstigen eigenständigen Gemeinde und heutigen Priestewitzer Ortsteils Böhla im heutigen Landkreis Meißen in Sachsen. Einige Teile des einstigen Bahnhofskomplexes stehen unter Denkmalschutz.
Um diesen Bahnhof entwickelte sich eine kleine Eisenbahnersiedlung, die als Böhla Bahnhof bezeichnet wird und inzwischen ebenfalls ein Ortsteil von Priestewitz ist.

## Geschichte
Ab 1872 baute die gegründete Berlin-Dresdener Eisenbahn-Gesellschaft eine Verbindung zwischen Dresden und Berlin über Elsterwerda. Diese Berlin-Dresdener Bahn erhielt einen Bahnhof in Böhla und dieser wurde am 17. Juni 1875 eröffnet. 

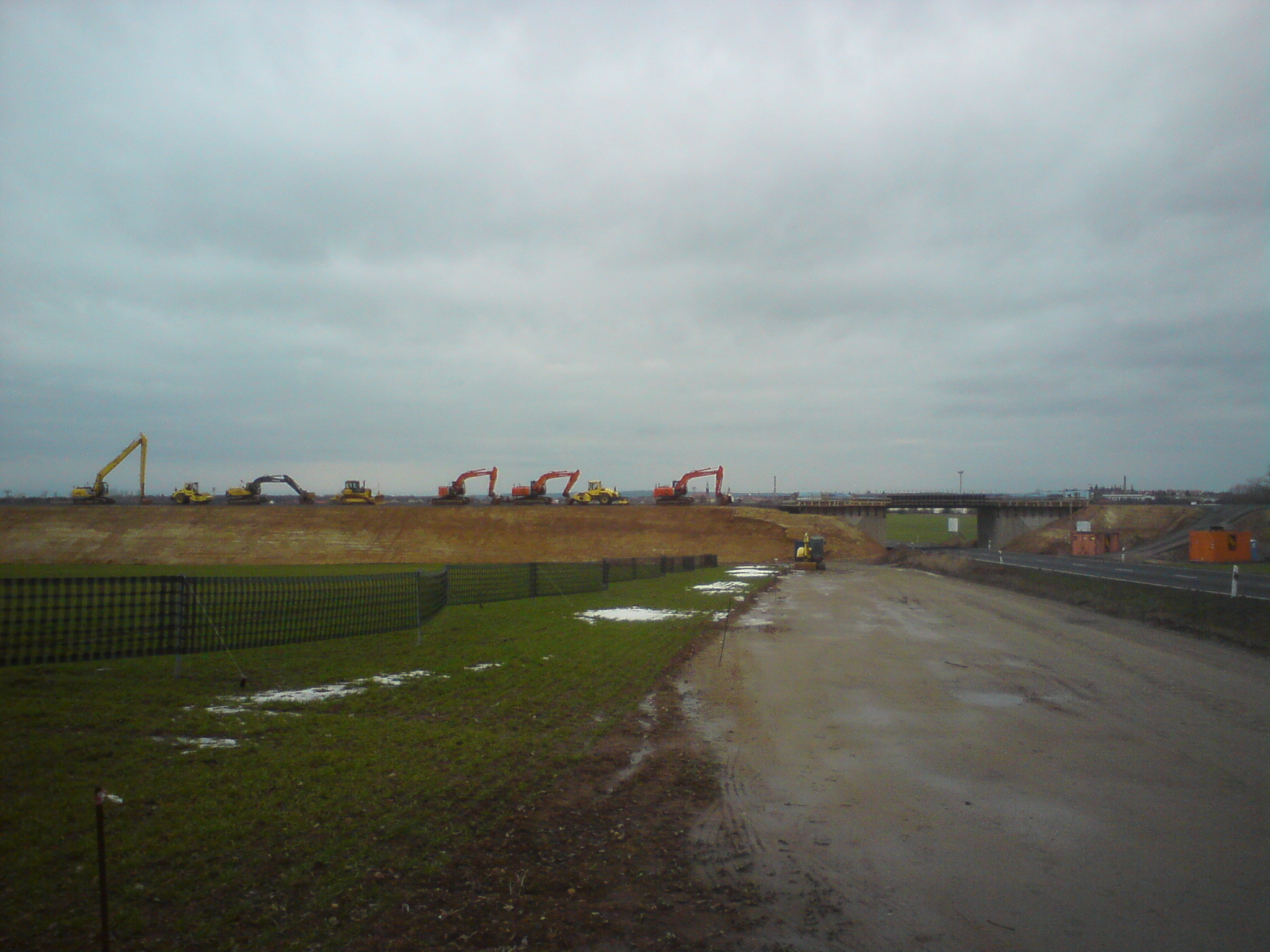
Errichtung des Bahndamms an der B 101 (28. Dezember 2009)

Die Verbindung zwischen Radeburg und Priestewitz an der geplanten „Sächsischen Nordostbahn“ gehörte zu den Projekten, die als Notstandsarbeit nach dem Ersten Weltkrieg begonnen wurden. Im Sommer 1919 begannen sowohl die Arbeiten an der Strecke als auch erste Umbauarbeiten im Bahnhof Böhla, die jedoch 1923 endgültig wieder eingestellt wurden. Ab 1931 wurde das für den Bahnbau enteignete Land an die vormaligen Eigentümer zurückgegeben.
Ab 1990, so die Planungen, sollte auf dem rund 13 km langen Abschnitt zwischen Böhla und Radebeul nur noch die Berlin-Dresdener Bahn für den Schnellverkehr ausgebaut werden und bei Böhla eine Verknüpfung zur Leipzig-Dresdner Bahn hergestellt werden. Im März 1993 wurde die Vorplanung der Bahnstrecke Weißig–Böhla zwischen Neumedessen (Leipzig-Dresdner Bahn, „Neumedessen“ sind wenige Häuser, von Anwohnern als die „Riedelei“ nach dem Nachnamen des Gründers bezeichnet und ist nahe Medessen gelegen) und Böhla (Berlin-Dresdner Bahn) bestätigt. Nach dem Planungsstand von Dezember 1995 sollte das Projekt zwischen Mitte 1998 und Anfang 2000 realisiert werden. Die Berlin-Dresdener Bahn sollte von Großenhain bis Radebeul nicht mehr vom Regionalverkehr genutzt werden, sondern künftig den Fern- und schnellen Güterverkehr bündeln.
Vor Beginn der Bauarbeiten führte das Landesamt für Archäologie im Jahr 2002 Ausgrabungen durch. Im Verlauf der künftigen Trasse konnten Reste alter Ansiedlungen gesichert werden. Im gleichen Jahr wurde der Bahnhof Böhla für den Personenverkehr endgültig geschlossen.
Der zweite Bauabschnitt mit der Einfädelung in die Berlin-Dresdener Strecke schloss die Errichtung von je einem ESTW-A in Weißig und Böhla (Abzweig Kottewitz) sowie Rekultivierungsmaßnahmen ein. Er wurde ab Mitte Dezember 2009 realisiert und am 5. Dezember 2010 abgeschlossen. Damit ging die Bahnstrecke Weißig–Böhla in Betrieb.

## Anlage und Bauten
Erhalten geblieben vom Bahnhof Böhla sind unter anderem zwei Gebäude aus der Gründerzeit, die inzwischen beide unter Denkmalschutz stehen. Zum einen handelt es sich hier um das einstige Empfangsgebäude des Bahnhofs, das im Jahre 1875 entstand. Der zweigeschossige Putzbau ist mit einem flachen Satteldach versehen und besitzt unter anderem Segmentbogenfenster in beiden Geschossen.
Einige Meter entfernt ist das Gebäude der einstigen Bahnhofsgaststätte zu finden. Architektonisch sind in ihm bereits Anklänge des Schweizerstils zu erkennen. Der eingeschossige Putzbau mit übergiebeltem Mittelrisalit hat ein flaches Satteldach.